# زانکت کاتارینن
زانکت کاتارینن (به آلمانی: Sankt Katharinen) یک شهر در آلمان است که در Linz am Rhein واقع شده‌است.